# Eleições estaduais em Sergipe em 1986
As eleições estaduais em Sergipe em 1986 ocorreram em 15 de novembro, tal como as eleições gerais no Distrito Federal, em 23 estados e nos territórios federais do Amapá e Roraima. Foram eleitos o governador Antônio Carlos Valadares, o vice-governador Benedito de Figueiredo, os senadores Lourival Batista e Francisco Rollemberg, oito deputados federais e vinte e quatro estaduais  na última eleição para governador onde não vigorava o sistema de dois turnos, sendo esta a única vitória do PFL no pleito daquele ano..
Natural de Simão Dias, o advogado Antônio Carlos Valadares formou-se na Universidade Federal de Sergipe, onde graduou-se também em Química Industrial. Eleito prefeito de sua cidade natal pela ARENA em 1966 e deputado estadual em 1970 e 1974, presidiu o legislativo sergipano no período 1977/1979. Eleito deputado federal em 1978, licenciou-se do mandato para ocupar a Secretaria de Educação no governo Augusto Franco, ingressando no PDS após a restauração do pluripartidarismo em 1980. Em 1982 foi eleito vice-governador de Sergipe na chapa liderada por João Alves Filho e após a Nova República ingressou no PFL e por esse partido foi eleito governador do estado em 1986.
A derrota do PMDB na disputa pelo Palácio Olímpio Campos ocorreu porque o prefeito de Aracaju, Jackson Barreto, liderou uma dissidência em apoio ao candidato do PFL retribuindo ao apoio que João Alves Filho deu à sua eleição em 1985, enquanto a maioria do PMDB homologou a candidatura de José Carlos Teixeira em aliança com a família de Augusto Franco e Albano Franco legando ao PFL uma coligação com parte da esquerda sergipana.
Natural de Aracaju, o advogado Benedito de Figueiredo formou-se na Universidade Federal de Sergipe em 1970. Quatro anos antes fora um dos membros fundadores do MDB em Sergipe e também do PMDB em 1980, chegando à presidência do diretório estadual seis anos mais tarde. Às vésperas do pleito de 1986, contudo, ingressou no PSB elegendo-se vice-governador na chapa de Antônio Carlos Valadares em 1986.

## Resultado da eleição para governador
O arquivo do Tribunal Regional Eleitoral informa a existência de 551.557 votos nominais.
| Candidatos a governador do estado | Candidatos a vice-governador      | Número | Coligação                                        | Votação | Percentual |
| --------------------------------- | --------------------------------- | ------ | ------------------------------------------------ | ------- | ---------- |
| Antônio Carlos Valadares PFL      | Benedito de Figueiredo PSB        | 25     | Aliança Democrática (PFL, PSB, PL, PCB, PCdoB)   | 292.339 | 53,00%     |
| José Carlos Teixeira PMDB         | Passos Porto PMDB                 | 15     | Coligação Peemedebista (PMDB, PDS, PDT, PTB, PJ) | 240.221 | 43,55%     |
| Tânia Magno da Silva PT           | Antônio Bernardo Silva de Lima PT | 13     | PT (sem coligação)                               | 18.997  | 3,45%      |
| Fontes:                           |                                   |        |                                                  |         |            |

## Biografia dos senadores eleitos

### Lourival Batista
Nascido na cidade baiana de Entre Rios, veio a Sergipe trabalhar como médico após formar-se em 1942 na Universidade Federal da Bahia e servir no Exército e na Força Expedicionária Brasileira por conta da Segunda Guerra Mundial. Após filiar-se à UDN elegeu-se deputado estadual em 1947 e prefeito de São Cristóvão em 1950. Membro da diretoria da Associação Brasileira de Municípios, foi posteriormente assessor do governador Leandro Maciel até eleger-se deputado federal em 1958 e 1962 chegando ao governo de Sergipe por via indireta em 1966 quando já integrava os quadros da ARENA, partido de apoio ao Regime Militar de 1964. Eleito senador em 1970, renovou o mandato pelo voto indireto em 1978. Restaurado o pluripartidarismo, ingressou no PDS em 1980 e entre janeiro e fevereiro de 1982 foi secretário de Educação no governo Augusto Franco. Eleitor de Tancredo Neves no Colégio Eleitoral em 1985, ingressou no PFL e por esta legenda foi reeleito senador em 1986. Durante o mandato participou da Assembleia Nacional Constituinte que concebeu a Carta Magna de 1988 e votou a favor do impeachment de Fernando Collor em 1992.

### Francisco Rollemberg
Natural de Laranjeiras, formou-se médico pela Universidade Federal da Bahia em 1959 com especialização em Ginecologia na Universidade de São Paulo. Trabalhou por muitos anos em Aracaju clinicando em hospitais públicos e particulares além de prestar serviços às autarquias que antecederam ao Instituto Nacional do Seguro Social (INSS). Primeiro sergipano a integrar o Colégio Brasileiro de Cirurgiões, estreou na política após filiar-se à ARENA sendo eleito deputado federal em 1970, 1974 e 1978. Com a restauração do pluripartidarismo ingressou no PDS em 1980, renovando o mandato em 1982. Durante essa legislatura ausentou-se da votação da Emenda Dante de Oliveira em 1984 e foi eleitor de Paulo Maluf no Colégio Eleitoral em 1985. Após uma breve passagem pelo PFL, ingressou no PMDB sendo eleito senador em 1986. Signatário da Constituição de 1988, votou a favor do impeachment de Fernando Collor em 1992.

## Resultado da eleição para senador
As informações a seguir são oriundas do Tribunal Regional Eleitoral.
| Candidatos a senador da República | Candidatos a suplente de senador                               | Número | Coligação                                        | Votação | Percentual |
| --------------------------------- | -------------------------------------------------------------- | ------ | ------------------------------------------------ | ------- | ---------- |
| Lourival Batista PFL              | Almiro Andrade Silveira PFL Luciano Vieira Nascimento PL       | 251    | Aliança Democrática (PFL, PSB, PL, PCB, PCdoB)   | 236.258 | 25,46%     |
| Francisco Rollemberg PMDB         | Hélio Dantas PMDB José Hamilton Maciel Silva PMDB              | 151    | Coligação Peemedebista (PMDB, PDS, PDT, PTB, PJ) | 225.446 | 24,29%     |
| Viana de Assis PFL                | José Rosa de Oliveira Neto PSB Elisânio Mendonça Cardoso PSB   | 253    | Aliança Democrática (PFL, PSB, PL, PCB, PCdoB)   | 220.151 | 23,72%     |
| Seixas Dória PMDB                 | Adroaldo Campos PMDB Marcos Antônio Correia Lima PMDB          | 152    | Coligação Peemedebista (PMDB, PDS, PDT, PTB, PJ) | 189.549 | 20,43%     |
| Luiz Alberto dos Santos PT        | Jairo de Araújo Andrade PT Carlos Alberto Matos de Oliveira PT | 131    | PT (sem coligação)                               | 56.559  | 6,10%      |
| Fontes:                           |                                                                |        |                                                  |         |            |

## Deputados federais eleitos
São relacionados os candidatos eleitos com informações complementares da Câmara dos Deputados.

Representação eleita
  PFL: 4
  PMDB: 3
  PDS: 1

| Número  | Deputados federais eleitos | Partido | Votação | Percentual | Cidade onde nasceu | Unidade federativa |
| 1555    | Antônio Carlos Franco      | PMDB    | 68.075  |            | Aracaju            | Sergipe            |
| 2511    | Cleonâncio Fonseca         | PFL     | 44.405  |            | Boquim             | Sergipe            |
| 2501    | Messias Góis               | PFL     | 32.973  |            | Ribeirópolis       | Sergipe            |
| 1501    | Acival Gomes               | PMDB    | 25.088  |            | Estância           | Sergipe            |
| 2522    | José Queiroz               | PFL     | 24.967  |            | Itabaiana          | Sergipe            |
| 2504    | João Machado Rollemberg    | PFL     | 21.564  |            | Japoatã            | Sergipe            |
| 1516    | Bosco França               | PMDB    | 15.634  |            | Aracaju            | Sergipe            |
| 1112    | Djenal Gonçalves           | PDS     | 12.514  |            | Canhoba            | Sergipe            |
| Fontes: |                            |         |         |            |                    |                    |

## Deputados estaduais eleitos
A Assembleia Legislativa de Sergipe possuía 24 cadeiras.

Representação eleita
  PFL: 11
  PMDB: 8
  PDS: 3
  PT: 2

| Número  | Deputados estaduais eleitos | Partido | Votação | Percentual | Cidade onde nasceu      | Unidade federativa |
| 13111   | Marcelo Déda                | PT      | 32.044  | 3,45%      | Simão Dias              | Sergipe            |
| 11117   | Chico de Miguel             | PDS     | 15.284  | 1,64%      | Itabaiana               | Sergipe            |
| 25123   | Djalma Lôbo                 | PFL     | 14.778  | 1,59%      | Itabaiana               | Sergipe            |
| 25115   | Jerônimo Reis               | PFL     | 12.231  | 1,31%      | Lagarto                 | Sergipe            |
| 25102   | Nicodemos Falcão            | PFL     | 11.823  | 1,27%      | Taquaritinga do Norte   | Pernambuco         |
| 25103   | José Carlos Machado         | PFL     | 9.555   | 1,02%      | Itabaiana               | Sergipe            |
| 25111   | Luciano Andrade Prado       | PFL     | 9.433   | 1,01%      | Aracaju                 | Sergipe            |
| 25114   | Carlos Alberto de Oliveira  | PFL     | 9.403   | 1,01%      | Laranjeiras             | Sergipe            |
| 25110   | Francisco Passos            | PFL     | 8.982   | 0,96%      | Ribeirópolis            | Sergipe            |
| 25101   | Reinaldo Moura              | PFL     | 8.578   | 0,92%      | Salvador                | Bahia              |
| 25112   | Nivaldo Silva Carvalho      | PFL     | 8.516   | 0,91%      | Estância                | Sergipe            |
| 25200   | Guido Azevedo               | PFL     | 7.727   | 0,83%      | Neópolis                | Sergipe            |
| 15221   | Rosendo Ribeiro             | PMDB    | 7.602   | 0,81%      | Lagarto                 | Sergipe            |
| 15111   | Luiz Mitidieri              | PMDB    | 7.534   | 0,81%      | Boquim                  | Sergipe            |
| 25104   | Hildebrando Dias Costa      | PFL     | 7.167   | 0,77%      | Itabaianinha            | Sergipe            |
| 11121   | Djenal Queiroz              | PDS     | 6.736   | 0,72%      | Frei Paulo              | Sergipe            |
| 15121   | Eliziário Silveira Sobral   | PMDB    | 6.048   | 0,65%      | Itaporanga d'Ajuda      | Sergipe            |
| 15123   | Laonte Gama da Silva        | PMDB    | 5.807   | 0,62%      | Aracaju                 | Sergipe            |
| 15234   | Antônio Arimatéia Rosa      | PMDB    | 5.635   | 0,60%      | Capela                  | Sergipe            |
| 15109   | Abel Jacó dos Santos        | PMDB    | 5.399   | 0,58%      | Heliópolis              | Bahia              |
| 15106   | Aroaldo Santana             | PMDB    | 5.301   | 0,57%      | Porto da Folha          | Sergipe            |
| 15277   | Dilson Cavalcante Batista   | PMDB    | 5.227   | 0,56%      | Barra dos Coqueiros     | Sergipe            |
| 11112   | Joaldo Barbosa              | PDS     | 4.537   | 0,48%      | Monte Alegre de Sergipe | Sergipe            |
| 13200   | Marcelo da Silva Ribeiro    | PT      | 1.291   | 0,13%      | Umbaúba                 | Sergipe            |
| Fontes: |                             |         |         |            |                         |                    |